# The Show Must Go On (Céline Dion)
The Show Must Go On è un singolo della cantante canadese Céline Dion, pubblicato il 20 maggio 2016.

## Descrizione
Si tratta di una reintepretazione dell'omonimo brano realizzato dai Queen per l'album Innuendo del 1991.
Nel 2007 la cantante interpretò The Show Must Go On come tributo a Freddie Mercury in uno speciale televisivo andato in onda su TF1 insieme a Christophe Maé e David Hallyday. Tra il 2008 e il 2009 la Dion durante alcune date del suo Taking Chances World Tour, incluse nella scaletta il Tribute to Queen Medley , in cui cantava The Show Must Go On insieme a We Will Rock You. La performance è stata registrata e pubblicata sul DVD dell'album live Taking Chances World Tour: The Concert (2010) e nel film documentario Celine: Through the Eyes of the World (2010). La cantante ha interpretato la sua cover di The Show Must Go On dal 2015 in poi, per il suo residency show di Las Vegas, Celine.
Il 20 maggio 2016 il brano è stato pubblicato come singolo in una versione caratterizzata dal violino di Lindsey Stirling.

## Promozione
Il 22 maggio 2016 la Dion eseguì per la prima volta la sua cover di The Show Must Go On insieme a Stirling durante la cerimonia di premiazione dei Billboard Music Awards del 2016, dove ricevette l'Icon Award. Questa fu la sua prima esibizione al di fuori del Colosseum del Caesars Palace di Las Vegas, dal giorno della morte di suo marito René Angélil, scomparso nel gennaio 2016. La performance, pubblicata sul canale Vevo della cantante il 3 giugno 2016, ricevette recensioni positive. Céline ha eseguito The Show Must Go On anche durante i suoi tour del 2016 e del 2017. 

## Tracce
Testi e musiche di Freddie Mercury, John Deacon, Brian May e Roger Taylor
CD promozionale (Brasile, Giappone)
1. The Show Must Go On (Single Version) – 4:26

CD promozionale (Stati Uniti)
1. The Show Must Go On (Album Version) – 4:25
2. The Show Must Go On (Radio Edit) – 3:30

Download digitale
1. The Show Must Go On (feat. Lindsey Stirling) – 4:25